# Вільковисько (Любуське воєводство)
Вільковисько (пол. Wilkowisko, нім. Wolfsdorf) — село в Польщі, у гміні Ілова Жаґанського повіту Любуського воєводства.
Населення — 56 осіб (2011).
У 1975-1998 роках село належало до Зеленогурського воєводства.

## Демографія
Демографічна структура станом на 31 березня 2011 року:
|          | Загалом | Допрацездатний вік | Працездатний вік | Постпрацездатний вік |
| -------- | ------- | ------------------ | ---------------- | -------------------- |
| Чоловіки | 29      | 4                  | 21               | 4                    |
| Жінки    | 27      | 4                  | 15               | 8                    |
| Разом    | 56      | 8                  | 36               | 12                   |